# Lauren Spencer-Smith
Lauren Spencer-Smith (* 28. September 2003 in Portsmouth, England) ist eine kanadische Sängerin von Vancouver Island. Anfang 2022 wurde sie international bekannt mit ihrem Song Fingers Crossed, der ein viraler Hit bei TikTok war.

## Biografie
Lauren Spencer-Smith wurde im englischen Portsmouth geboren, wuchs aber in Kanada in Port Alberni auf Vancouver Island auf. Sie nahm schon mit 11 Jahren an Karaoke-Wettbewerben und ähnlichen Veranstaltungen teil und veröffentlichte Videos davon auf ihrem YouTube-Kanal. Erstmals größere öffentliche Aufmerksamkeit bekam sie im Jahr 2020 durch ihre Auftritte in der 18. Staffel von American Idol. Mit damals 16 Jahren kam sie mit den Songs What About Us? von Pink und Always Remember Us This Way von Lady Gaga in die Liveshows und überstand mehrere Runden, verpasste aber den Einzug unter die letzten 10.
Nachdem sie davor vor allem Coversongs im Internet veröffentlicht hatte, stellte sie 2021 auch einige eigene Songs online, die sie bei einem Songwriting-Treffen mit einem Produzenten geschrieben hatte. Besondere Aufmerksamkeit fand das Lied Back to Friends, das als kurzer Ausschnitt auf der Videoplattform TikTok auf Anhieb mehrere Millionen Aufrufe bekam.
Am Jahresende veröffentlichte sie ebenfalls als Ausschnitt die Trennungsballade Fingers Crossed, die sich gut zur Untermalung von Videos eignete und deshalb besonders große Beliebtheit bei TikTok fand. Ihre Aufnahme wurde bei der Plattform über 20 Millionen Mal abgerufen. Als das Lied Anfang 2022 als offizielle Single veröffentlicht wurde, wurde es ein internationaler Charthit. Es erreichte die Top 20 in den USA, die Top 5 in Großbritannien und in Irland und Norwegen sogar Platz 1 der Hitlisten.

## Diskografie
Alben
- Unplugged, Vol. 1 (2019)
- Unplugged, Vol. 2 (2019)
- Mirror (2023, CA: Gold)
- The Art of Being a Mess (2025)

EPs
- Mixed Emotions (2020)

Singles
- Always Remember Us This Way (2019)
- Someone You Loved (2019)
- Crazy (2020)
- Back to Friends (2021)
- For Granted (2021)
- Fingers Crossed (2022, CA: ×3Dreifachplatin )
- Flowers (2022, CA: Platin, #20 der deutschen Single-Trend-Charts am 29. April 2022[7])
- Narcissist (2022, CA: Gold)
- Fantasy (mit Gayle & Em Beihold, 2023)
- That Part (2023, CA: Gold)

## Auszeichnungen für Musikverkäufe
| Goldene Schallplatte - Australien - 2025: für die Single That Part - 2025: für die Single Bigger Person - 2025: für die Single Narcissist - Belgien - 2022: für die Single Fingers Crossed - Brasilien - 2024: für die Single Fingers Crossed - 2024: für die Single Flowers - Dänemark - 2023: für die Single Flowers - Neuseeland - 2022: für die Single Fingers Crossed - Niederlande - 2022: für die Single Fingers Crossed | Platin-Schallplatte - Australien - 2023: für die Single Flowers - Dänemark - 2023: für die Single Fingers Crossed 2× Platin-Schallplatte - Australien - 2025: für die Single Fingers Crossed |

Anmerkung: Auszeichnungen in Ländern aus den Charttabellen bzw. Chartboxen sind in ebendiesen zu finden.
| Land/RegionAuszeichnungen für Musikverkäufe (Land/Region, Auszeichnungen, Verkäufe, Quellen) | Silber     | Gold       | Platin       | Verkäufe  | Quellen                   |
| -------------------------------------------------------------------------------------------- | ---------- | ---------- | ------------ | --------- | ------------------------- |
| Australien (ARIA)                                                                            | —          | 3× Gold3   | 3× Platin3   | 315.000   | aria.com.au               |
| Belgien (BRMA)                                                                               | —          | Gold1      | —            | 20.000    | ultratop.be               |
| Brasilien (PMB)                                                                              | —          | 2× Gold2   | —            | 40.000    | pro-musicabr.org.br       |
| Dänemark (IFPI)                                                                              | —          | Gold1      | Platin1      | 135.000   | ifpi.dk                   |
| Kanada (MC)                                                                                  | —          | 3× Gold3   | 4× Platin4   | 440.000   | musiccanada.com           |
| Neuseeland (RMNZ)                                                                            | —          | Gold1      | —            | 15.000    | aotearoamusiccharts.co.nz |
| Niederlande (NVPI)                                                                           | —          | Gold1      | —            | 40.000    | nvpi.nl                   |
| Vereinigte Staaten (RIAA)                                                                    | —          | —          | 2× Platin2   | 2.000.000 | riaa.com                  |
| Vereinigtes Königreich (BPI)                                                                 | 2× Silber2 | —          | 2× Platin2   | 1.460.000 | bpi.co.uk                 |
| Insgesamt                                                                                    | 2× Silber2 | 12× Gold12 | 12× Platin12 |           |                           |